# Drømmenes hotel
Drømmenes hotel er en dansk dokumentarfilm fra 2005, der er instrueret af Helle Toft Jensen.

## Handling
Efter 25 år i Europa vender Jeannot tilbage til Senegal for at realisere sin barndomsdrøm: at bygge et fint hotel i hjertet af den lille fiskerby Popenguine. Byen er ramt af udenlandsk overfiskeri og tørke. Der er behov for økonomisk udvikling, men er turismen svaret? Meningerne er delte. Skolelæreren Karim er kritisk overfor hotellet og turismens negative konsekvenser. Taxichaufføren Birane ser muligheder og forsøger at skabe dialog. Jeannot ønsker samarbejde og udvikling. Men han er forandret efter 25 år i Europa, og hans voksne drøm om at "vende hjem" er svær at realisere. Det er ikke let at bygge et hotel, få turisterne til at komme og selv blive del af en virkelighed, han forlod for længe siden, og som nu udsættes for globalturismens indtog.